# La caliente niña Julietta
La caliente niña Julietta és una pel·lícula espanyola del gènere eròtic dirigida per Ignacio F. Iquino el 1981. És considerada per molts crítics una de les millors pel·lícules del cinema de destape un moviment que va sorgir després de la fi del franquisme i l'abolició de la censura.

## Argument
Julieta i Pierre formen una parella el matrimoni de la qual va tan a la deriva com el de Mario i Silvia. Són molt amics, i a vegades sopen junts. A causa d'això, Mario s'enamora de Julieta i Pierre de Silvia. Silvia està boja per tenir un abric de visó i Pierre, com és el seu amant, li ho compra. Silvia ho amaga, perquè Mario no s'assabenti, però aquest, que és un truhan, ho descobreix, li ho lleva i li ho regala al seu amant Julieta. Això produeix situacions d'embolic i vodevil, tan divertides com eròtiques. Hi ha molts moments d'amor lèsbic entre Julieta i Rita, que s'han enamorat.

## Repartiment
- Andrea Albani (Julieta Santigosa)
- Eva Lyberten (Silvia)
- Vicky Palma (Rita)
- Joaquín Gómez
- Antonio Maroño (Pierre Santigosa)
- Jordi Villa (Chummy)

## Marc històric
La caliente niña Julieta es va estrenar a Espanya el 20 de març de 1981 i va ser la pel·lícula més reeixida dels estudis I.F.I. d'Iquino, amb una recaptació de 98.449.949 pessetes (578.320 espectadors).